# Harada Kosuke
Kosuke Harada (sinh ngày 21 tháng 12 năm 1977) là một cầu thủ bóng đá người Nhật Bản.

## Sự nghiệp câu lạc bộ
Kosuke Harada đã từng chơi cho Cosmo Oil Yokkaichi, Seino Transportation và Montedio Yamagata.